# Oonops rowlandi
Oonops rowlandi là một loài nhện trong họ Oonopidae.
Loài này thuộc chi Oonops. Oonops rowlandi được Willis J. Gertsch miêu tả năm 1977.